# Slaget vid Las Salinas
Slaget vid Las Salinas var en strid där trupper ledda av Hernando och Gonzalo Pizarro besegrade Diego de Almagro den 6 april 1538. Konfrontationen mellan Francisco Pizarro och Diego de Almagro under den spanska erövringen av Peru hade sin bakgrund i en tvist om vem som skulle styra över staden Cusco, som de båda ansåg låg under sin jurisdiktion och som hade legat under Almagros makt sedan 1537.
Striden ägde rum vid de gamla saltbassängerna (saliner) i Cachipampa som ligger 5 km söder om Cusco, en stad som ockuperades av Pizarro efter hans seger. Almagros löjtnant, Rodrigo Orgóñez, dog på slagfältet, likaså Gonzalo Calvo de Barrientos. En annan chef i Almagrolägret, Pedro de Lerma, skadades allvarligt och dog kort därefter, mördad i sin säng. Almagro tillfångatogs, blev summariskt dömd och avrättades genom garrottering.